# 1990年5月逝世人物列表
1990年逝世人物列表：1月 - 2月 - 3月 - 4月 - 5月 - 6月 - 7月 - 8月 - 9月 - 10月 - 11月 - 12月
1990年5月逝世人物列表，是用於匯總1990年5月期間逝世人物的列表。

## 依日期排序

### 1日
- 弗雷德·布萊克本，87歲，英國政治家。
- 森塞特·卡森，69歲，美國演員。[1]
- Heciyê Cindî，82歲，來自亞美尼亞的庫爾德語言學家和研究員。
- Djalma Dias，50歲，巴西足球運動員，心肺驟停。[2]
- 塞爾吉奧·弗蘭奇，64歲，義大利裔美國歌手和演員，腦癌。[3]
- Lothar Geitler，90歲，奧地利植物學家。
- 奧斯卡·庫恩，82歲，德國古生物學家。[4]
- 拉布·布魯斯·洛克哈特，73歲，蘇格蘭橄欖球運動員和學者。
- Jindřich Maudr，84歲，捷克斯洛伐克摔跤手。[5]
- 弗里茨·沃莫特·溫特，86歲，荷蘭裔美國生物學家。[6]

### 2日
- 施光南，中國作曲家
- 日爾曼·巴讚，88歲，法國藝術史學家。[7]
- 羅納德·伯恩特，73歲，澳大利亞人類學家。[8]
- 安·卡森，74歲，英國女演員。[9]
- 威廉·道森，90歲，美國作曲家。[10]
- 大衛·拉帕波特，38歲，英國演員，中彈自殺。

### 3日
- 卡洛斯·塞魯蒂，21歲，阿根廷籃球運動員，交通事故。[11]
- Dovima，62歲，美國超模，肝癌。[12]
- 奧黛麗·費裡斯，80歲，美國女演員。
- 瑪蒂爾達·蓋茲，71歲，法國突尼西亞裔以色列政治家。
- 卡爾·伊巴赫，75歲，德國政治家。[13]
- 池波正太郎，67歲，日本作家，白血病患者。
- 莫斯科的皮門一世，79歲，俄羅斯東正教的蘇聯族長（自1970年起）。[14]
- 瑪麗·莉亞·詹森·理查茲，63歲，美國戲劇製片人，肝癌。[15]

### 4日
- 路德·克利福德，66歲，美國棒球運動員。[16]
- 約翰·奧蒙德，67歲，威爾士詩人。
- 艾米麗·雷姆勒，32歲，美國吉他手，心力衰竭。[17]
- 謝潑德·斯通，82歲，美國記者。[18]
- 約翰尼·賴特，73歲，美國棒球運動員。[19]

### 5日
- 安德列·波希姆，89歲，匈牙利裔美國電影製片人。[20]
- 沃爾特·布魯赫，82歲，德國電氣工程師和電視先驅。
- 雷金納德·古道爾，88歲，英國指揮家。[21]
- 讓·凱勒，84歲，法國奧運亞軍（1924年、1928年、1932年）。[22]
- 愛爾頓·魯爾，72歲，美國電視主管（美國廣播公司）。

### 6日
- 查理斯·法瑞爾，89歲，美國演員，心力衰竭。[23]
- 樂天雅各比，93歲，普魯士裔美國攝影師。[24]
- 伊姆特勞德·莫格納，56歲，德國作家，癌症。[25]
- 愛德華多·尼科爾，83歲，墨西哥-加泰羅尼亞哲學家。[26]

### 7日
- 項黼宸(F.C. Hsiang)，74歲，中華民國中央研究院第8屆(數理科學組)院士。[27]
- 安·毕肖普，90歲，英國生物學家，肺炎。
- 伊利澤斯·卡多佐，69歲，巴西歌手和女演員，癌症。[28]
- 阿什利·勞倫斯，55歲，紐西蘭指揮家。[29]
- 尼古拉斯·桑杜雷克，56歲，美國天文學家，心臟驟停，心臟病發作。
- 山姆·坦比穆圖，58歲，斯裡蘭卡泰米爾律師和政治家。
- 查理·沃克，78歲，英格蘭足球運動員。
- 南斯拉夫的安德烈，60歲，南斯拉夫皇室成員，因一氧化碳中毒自殺。

### 8日
- 湯瑪斯·奧·菲艾奇，66歲，愛爾蘭羅馬天主教紅衣主教，心臟病發作。
- 瓊·詹姆斯，27歲，美式橄欖球運動員，交通事故。[30]
- 路易吉·諾諾，66歲，義大利作曲家。[31]
- 埃德薩德·施林格曼，23歲，荷蘭奧運會游泳運動員（1984年），交通事故。[32]
- 魯道夫·塞爾納，84歲，德國演員。[33]

### 9日
- 吕伟，23-24歲，中國女子跳水運動員。
- 寶琳·弗雷德里克，82歲，美國記者，心臟病發作。
- 大衛·斯圖爾特·派克，71歲，美國領土管理員，心力衰竭。[34]
- 米莎·雷津，59-60歲，蘇聯-以色列-美國歌手，肺動脈瘤。[35]
- 喬治·甘迺迪·楊，79歲，英國政治家。

### 10日
- 希爾達·巴克，75歲，紐西蘭板球運動員。[36]
- 沃爾特·馬漢，87歲，美式足球運動員。[37]
- 蘇珊·奧利弗，58歲，美國女演員和飛行員，結直腸癌。[38]
- 沃克·珀西，73歲，美國哲學作家，前列腺癌。[39]

### 11日
- Stratos Dionysiou，54歲，希臘歌手，主動脈瘤。
- Heidemarie Hatheyer，78歲，奧地利女演員。[40]
- 溫福德·斯托克斯，39歲，美國被定罪的連環殺手，被注射死刑。
- 大衛·韋德，78歲，美國將軍。[41]
- 哈裡·惠特爾，68歲，英國跨欄運動員和奧運選手。[42]
- Hanne Wieder，65歲，德國女演員，癌症。
- 韋內迪克特·葉羅費耶夫，51歲，蘇聯作家和持不同政見者，喉癌。[43]

### 12日
- 比爾·布法利諾，72歲，美國黑手黨律師，白血病。
- 約翰·E·大衛斯，77歲，美國政治家，北達科他州州長（1957-1961）。[44]
- 安德列·基里連科，83歲，蘇聯政治家和政治家。
- 內特·莫納斯特，78歲，美國編劇。[45]
- 安東尼·馬斯特斯，70歲，英國製作設計師和佈景設計師。
- 厄爾·塞伯特，79歲，加拿大冰球運動員，腦癌。[46]

### 13日
- 豪爾赫·加拉特，72歲，阿根廷電影編輯。
- 阿爾伯特·亨德里克斯，73歲，比利時自行車賽車手。[47]
- 雷·詹尼森，80歲，美式橄欖球運動員。
- 漢斯·拉夫，79歲，德國奧運亞軍（1936年）。[48]

### 14日
- 安德列·阿梅萊爾，78歲，法國作曲家。[49]
- 傑拉爾德·T·弗林，79歲，美國政治家，美國眾議院議員（1959-1961）。
- 塔西西奧·隆戈尼，76歲，義大利政治家。
- 露絲·梅森，76歲，紐西蘭植物學家。
- 瑪麗·奧本，81歲，美國詩人，卵巢癌。[50]
- 比爾·佩斯，58歲，美式橄欖球運動員。[51]
- 內德·派恩斯，84歲，美國出版商。[52]
- 佛蘭克林·西爾斯，37歲，美國演員，愛滋病。

### 15日
- Jerzy Drzewiecki，87歲，波蘭飛機工程師。
- 彼得·格裡姆瓦德，47歲，英國電視導演和編劇，白血病。
- 安娜·施奇安，84歲，蘇聯植物學家。
- Yves Van Massenhove，81歲，比利時自行車賽車手。[53]
- 道格·楊，81歲，加拿大冰球運動員。[54]

### 16日
- 路易士·阿爾達斯，80歲，阿根廷演員。[55]
- 雷因·阿倫，62歲，蘇聯演員。
- 費爾南多·克勞丁，74歲，西班牙歷史學家。[56]
- 小薩米·大衛斯，64歲，美國歌手和演員，喉癌。[57]
- 羅伯特·加爾，71歲，法國作詞家。
- 吉姆·韓森，53歲，美國木偶師，《布偶歷險記》系列之父。[58]
- 愛德華多·馬特奧，49歲，烏拉圭歌手、詞曲作者和吉他手，癌症。
- P.佩祖洛，79歲，美國棒球運動員，癌症。[59]
- 阿莉亞·西羅塔諾維奇，75歲，南斯拉夫烏達爾尼克。

### 17日
- 曼努埃爾·阿納托爾，87歲，法國足球運動員。
- 魯道夫·布魯斯，91歲，奧地利自然療法和偽科學飲食宣導者。[60]
- 奧古斯特·喬丹，81歲，法國足球運動員。[61]
- 吉米·勞倫斯，76歲，美國橄欖球運動員。[62]
- 德特列夫·彼克特，39歲，德國歷史學家，愛滋病。[63]
- 卡洛斯·里克爾梅，76歲，墨西哥演員。
- 傑基·斯圖爾特，68歲，蘇格蘭足球運動員。[64]
- 弗蘭克·賴特，54歲，美國爵士音樂家。

### 18日
- Joseph-Marie Trịnh Văn Căn，69歲，越南羅馬天主教紅衣主教。
- 吉爾·愛爾蘭，54歲，英國女演員和歌手，乳腺癌。[65]
- 洛娜·約翰斯通，87歲，英國馬術運動員。[66]
- 卡爾·邁耶，90歲，德裔美國生物化學家。[67]
- 拉斐爾·埃爾南德斯·奧喬亞，74歲，墨西哥政治家。
- 道爾頓·普雷讓，30歲，美國被定罪的殺人犯，被電刑處決。
- 雅尼斯·斯皮羅普洛斯，78歲，希臘畫家。
- Eje Thelin，51歲，瑞典長號手。[68]

### 19日
- 吉姆·巴爾弗，75歲，澳大利亞政治家。[69]
- 奥丽弗·伯恩，86歲，美國作家。
- 赫克托·戴尔，79歲，美國跑步者和奧運冠軍。[70]
- 赫爾曼·伍爾夫，74歲，二戰期間的德國國防軍軍官。

### 20日
- 比娜·莫斯曼，97歲，美國音樂家和政治家。
- 彼得·拉貝，68歲，德裔美國作家，肺癌。[71]
- Aage Rubæk-Nielsen，76歲，丹麥馬術和奧運選手。[72]
- 佛蘭克林·威廉姆斯，72歲，美國外交官。[73]

### 21日
- 維克多·布魯斯夫人，94歲，英國賽車手。
- 莫裡斯·利維，62歲，美國唱片主管，癌症。[74]
- 埃德·施泰茨，69歲，美國籃球教練。[75]
- 莉莉·馮·埃森，93歲，瑞典網球運動員。[76]
- 馬克斯·沃爾，82歲，英國演員和喜劇演員，摔倒了。[77]

### 22日
- 董纯才
- 洛基·格拉齊亞諾，71歲，美國拳擊手，心肺衰竭。[78]
- 派特·里德，79歲，英國歷史學家和士兵。[79]
- 凌叔华，90歲，中國現代主義作家、畫家。
- 萊斯利·斯普裡格斯，80歲，英國政治家。

### 23日
- 阿凡迪，83歲，印尼藝術家。[80]
- 查理·凱勒，73歲，美國棒球運動員。[81]
- 艾略特·路易斯，72歲，美國演員。
- 朱塞佩·桑托馬索，82歲，義大利畫家和教育家。[82]
- 泰德·廷林，79歲，英美時裝設計師。[83]

### 24日
- 珍妮·德·薩爾茨曼，101歲，法裔瑞士編舞家。[84]
- 奧吉·多納泰利，75歲，美國棒球裁判員。[85]
- K.S.赫格德，80歲，印度政治家和法官。
- 約翰·肯德爾-卡彭特，64歲，英國橄欖球運動員。
- 雅克·洛布，57歲，法國漫畫家。[86]
- 德里斯·范德洛夫，70歲，荷蘭賽車手。[87]
- 朱利揚斯·瓦伊沃茲，94歲，蘇聯羅馬天主教紅衣主教。

### 25日
- D.S.阿馬洛帕瓦達斯，57歲，印度神學家。[88]
- 阿薩納西奧斯·阿西馬科普洛斯，59歲，加拿大經濟學家，白血病。[89]
- 雷·阿特克森，83歲，美國攝影師。[90]
- 漢斯-維爾納·克勞斯，74歲，二戰期間的德國U型潛艇指揮官。
- 威廉·奧弗加德，64歲，美國漫畫家。[91]
- 維克·泰巴克，60歲，美國演員（Alice），心臟病發作。[92]
- 加里·亞瑟，51歲，美國音樂家，肺癌。[93]

### 26日
- 瑪格麗特·丘奇，97歲，美國政治家，美國眾議院議員（1951-1963）。
- 勒內·大衛，64歲，法國法律學者。[94]
- Brūno Kalniņš，91歲，拉脫維亞政治家和歷史學家。
- 埃米爾·科諾平斯基，78歲，美國核科學家。[95]
- Don McFadyen，83歲，加拿大冰球運動員。[96]
- 克裡斯·麥格雷戈，53歲，南非音樂家，肺癌。[97]
- Varlen Pen，73歲，蘇聯俄裔韓國畫家和平面藝術家。
- 妮可·裡奇，64歲，法國女演員。[98]

### 27日
- 海諾·迪辛，77歲，丹麥賽車手。[99]
- 阿黛爾·杜特韋勒-貝爾茨基，97歲，瑞士慈善家。
- 埃米爾·漢德欽，62歲，瑞士冰球運動員。[100]
- 彼得·洛馬科，85歲，蘇聯政治家。
- 傑西·麥克威廉姆斯，73歲，英國數學家。
- 羅伯特·鮑姆勒·邁納，81歲，美國政治家，新澤西州州長（1954-1962）。[101]
- 高峰三枝子，71歲，日本女演員、歌手。[102]

### 28日
- 拉爾夫·阿爾傑·巴格諾德，94歲，英國地質學家。[103]
- 比爾·大衛斯，74歲，加拿大足球運動員。
- 朱利葉斯·伊士曼，49歲，美國音樂家，心臟驟停。[104]
- Inna Gulaya，50歲，蘇聯女演員，吸毒過量。
- 喬治·曼加內利，67歲，義大利作家。[105]
- 大野耐一，78歲，日本實業家（豐田生產系統）。[106]
- Wilhelm Wagenfeld，90歲，德國工業設計師和工程師。[107]

### 29日
- 伊夫·佈雷耶，82歲，法國畫家。[108]
- 吉姆·克赖顿，84歲，加拿大冰球運動員，帕金森病。
- 比爾·麥肯齊，78歲，加拿大冰球運動員。[109]
- 阿爾伯特·斯波爾丁，75歲，美國人類學家。[110]
- 亞歷山大·茨維特科夫，75歲，保加利亞棋手。

### 30日
- 格拉斯米爾的莫里斯男爵查理斯·莫里斯，92歲，英國學者。
- 約翰·弗朗西斯·哈克特，78歲，美國羅馬天主教會主教。
- 奧勒·斯卡維紐斯·詹森，69歲，丹麥奧運賽艇運動員（1952年）。[111]
- 維爾德里希·弗萊赫爾·奧斯特曼·馮德萊耶，66歲，德國政治家。
- 何塞·索利斯，76歲，西班牙政治家。[112]

### 31日
- 克洛塔里奧·布萊斯特，90歲，智利工會會員。
- 耶日·卡利謝夫斯基，77歲，波蘭演員。
- 阿特·隆德，75歲，美國歌手。[113]
- 邁克爾·拉菲托，90歲，美國演員，喉癌。[114]
- 小阿奇博爾德·布洛克·羅斯福，72歲，美國中央情報局特工和作家，心力衰竭。[115]
- 查理·舒梅克，50歲，美國棒球運動員，中彈自殺。[116]
- 威利·斯普勒，88歲，瑞士政治家。

### 日期不詳
- 戴苍奇